# Петар Грков
Петар Грков - Пецето, познат и као Попе или Брада (Сенокос или Брежани, Пиринска Македонија, Бугарска — Белица, Пиринска Македонија, Бугарска, 1948) био је македонски активиста и борац за уједињену и независну Македонију, жртва комунистичког режима у Бугарској.

## Биографија
Петар, као члан илегалне банде Герасима Тодорова, помиње се у испитивању Димитра Ђурова и Николе Новоселског.
Акцијом бугарске милиције Герасимова чета је разбијена, Петар Грков је остао сам и успео је да дође до куће једног од својих јатака, Христа Клингова у махали Ракитна, високо изнад села Брежани, где се сакрио од агената Антона Југова. У дуванском подруму у којем се скривао, тешко да би могао дуго да се брани ако би га открили. Из страха да не буде жив ухваћен он одлучује да сам стане на крај тој драми, убио се пуцајући себи у главу pиштољем. Одлучио је да свој живот заврши као храбар и један од најдостојнијих. Пецето је био бескомпромисан борац за слободну и независну Македонију.
Након сагледавања догађаја, Крум Монев, који је био њихов саборац, сматра да Попета власти никада не би откриле и да није било потребе да себи одузима живот јер га нико из села Брежани није издао, чак ни кад су сељани били изложени мучењу од стране Бугарске власти.